# تنغ غور (بهمئي غرمسيري الشمالي)
تنغ غور (بالفارسية: تنگ گور) هي قرية تقع في إيران في قسم بهمئي غرمسیري الشمالي الريفي. يقدر عدد سكانها بـ 104 نسمة بحسب إحصاء 2016.